# サイケデリック

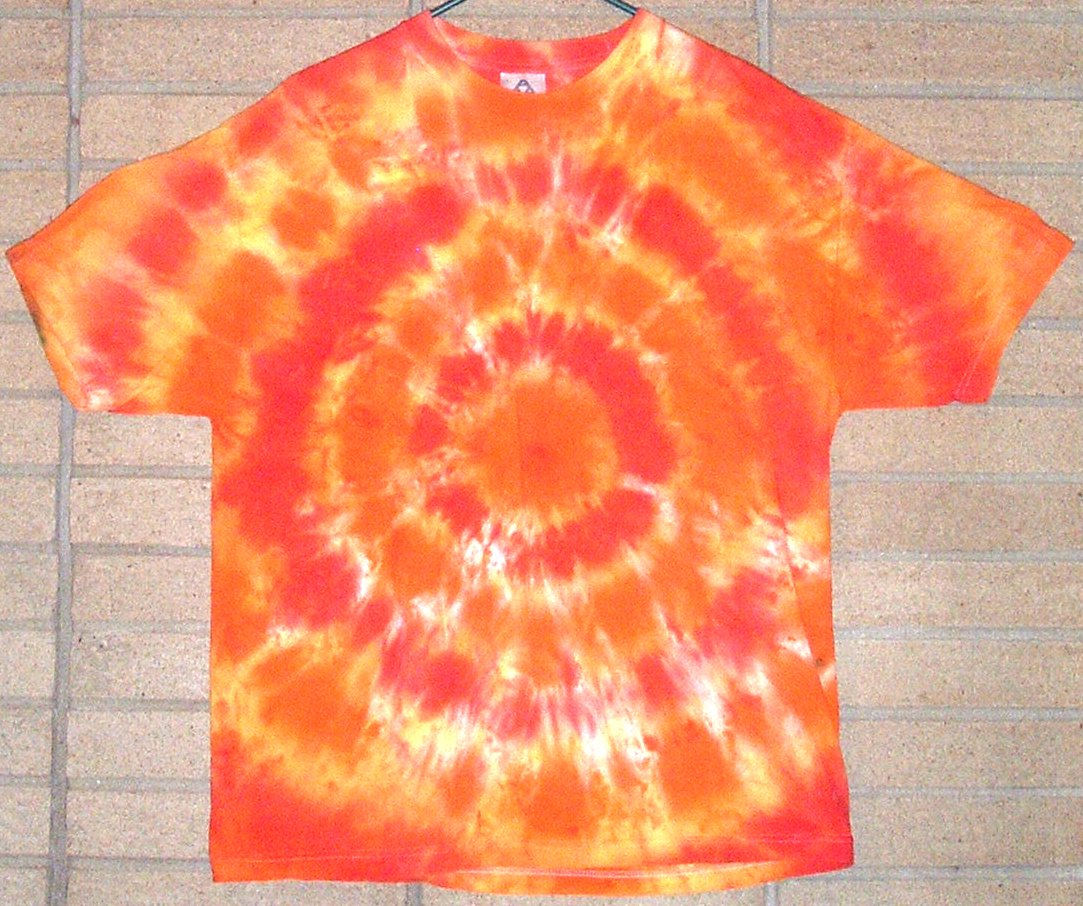
絞り染めのTシャツ

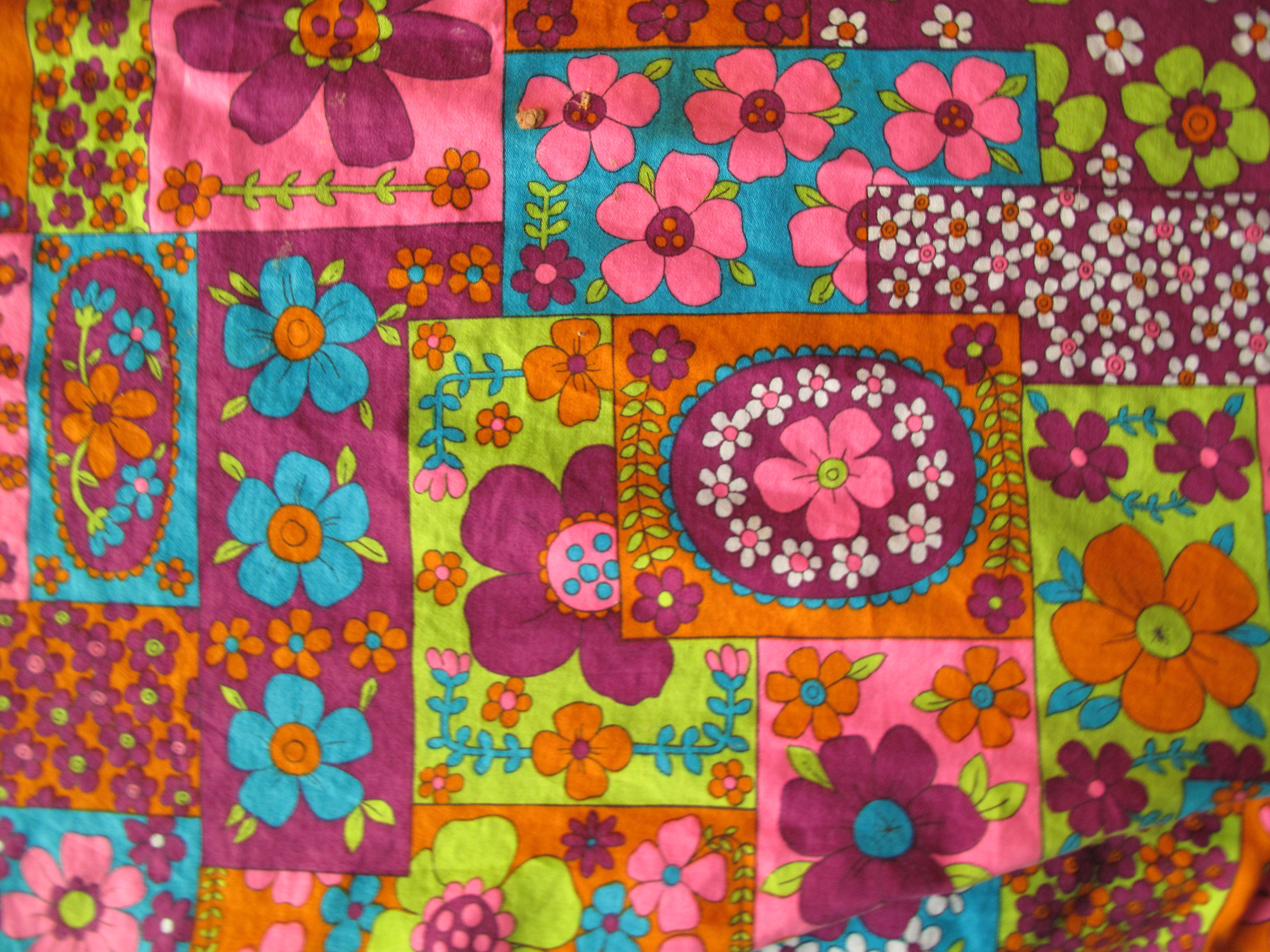
1960 年代後半のコットン プリント生地

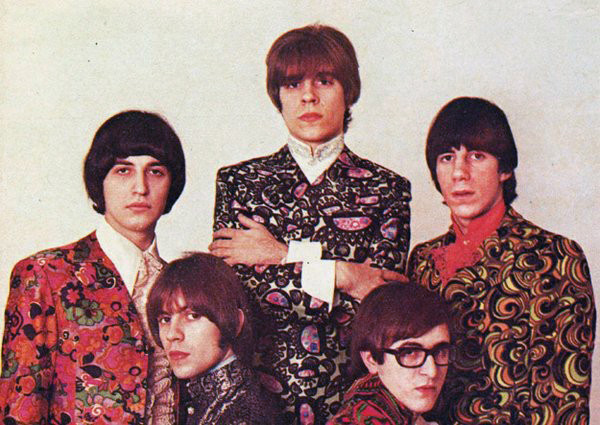
サイケデリックなプリントとイギリス風のヘアスタイルが特徴の、アルゼンチン・ロックのバンド
ロス・ガトス（1968年）

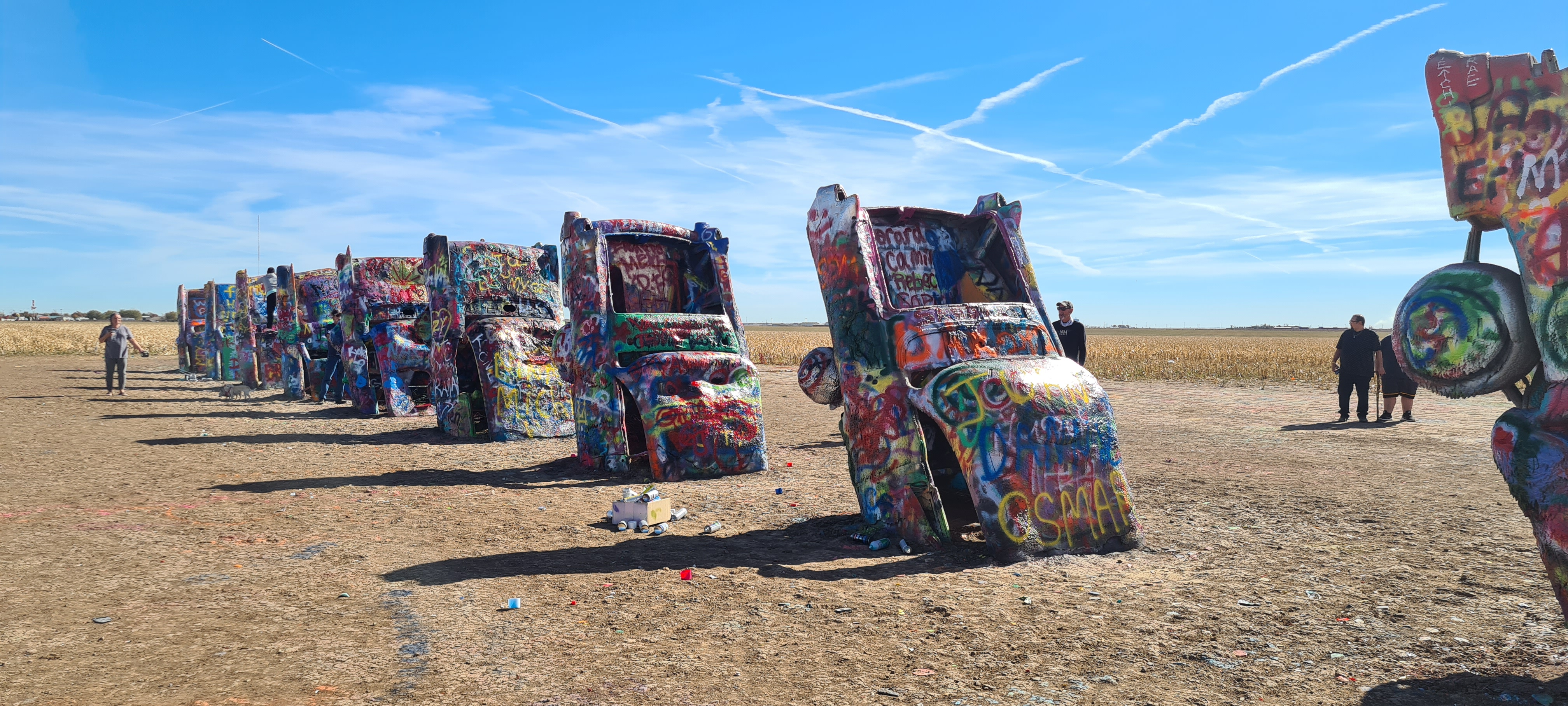
アマリロにあるアント・ファームのインスタレーション作品「キャディラック・ランチ」

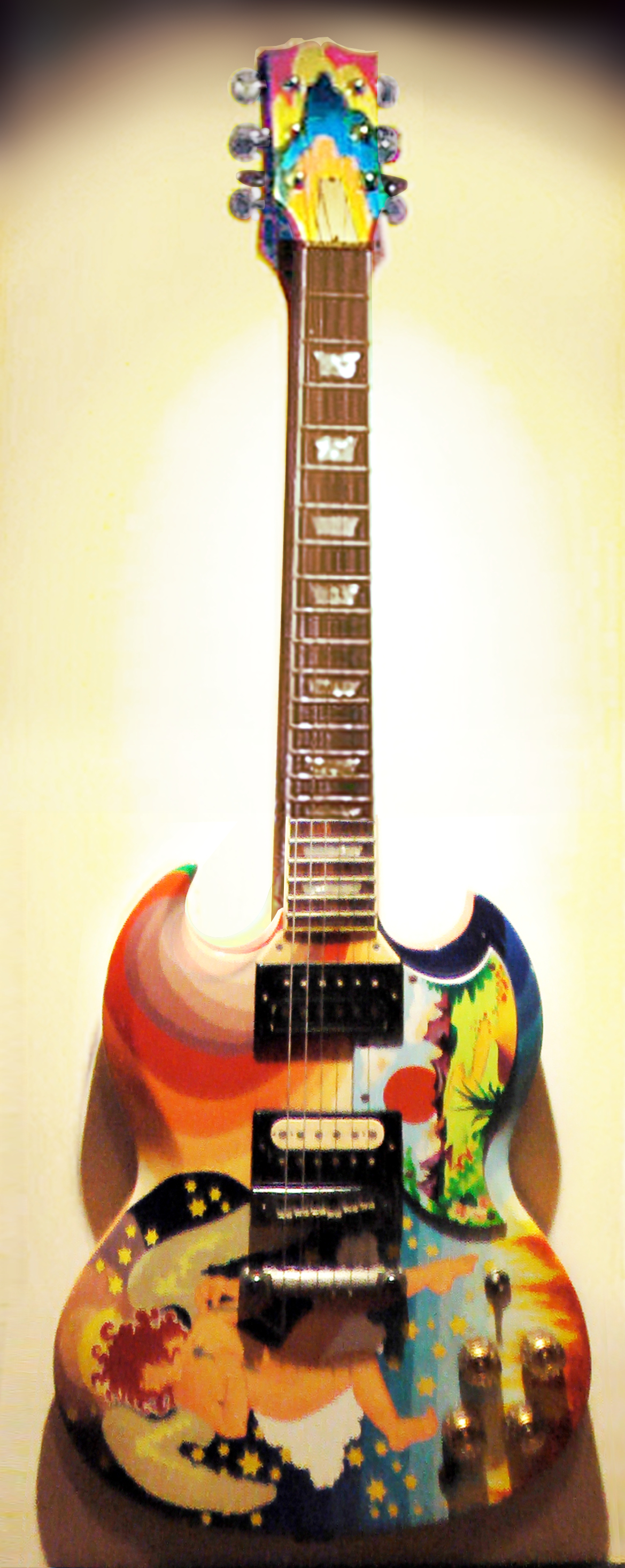
エリック・クラプトン愛用のギター「The Fool (guitar)」（ザ・フール (デザイン集団)製作）のレプリカ。

サイケデリック（英: psychedelic）、サイケデリア（英: psychedelia）は、LSDなどの精神展開薬（精神拡張薬、サイケデリックス、サイケデリック・ドラッグ、幻覚剤（hallucinogen））によってもたらされる心理的感覚や様々な幻覚、極彩色のグルグルと渦巻くイメージ（またはペイズリー模様）によって特徴づけられる視覚・聴覚の感覚の形容表現である。しばしばサイケと略される。
精神科医のハンフリー・オズモンドが「サイコロジー（心理学）」と「デリシャス（おいしい）」（別説ではギリシャ語のpsyche/精神＋delos/出現）を組み合わせた造語に由来する。その翌年1957年に、精神分析学会で言葉を紹介した。
精神展開薬の影響下にある時に出現する幾何学的な視覚パターンは、フラクタルとしてコンピュータで再現でき ジャック・コーヘンとバード・アーメントロウトが、サイケデリックな幻覚の数学に基づく幾何学的形態に関する理論を提唱している。

## 解説

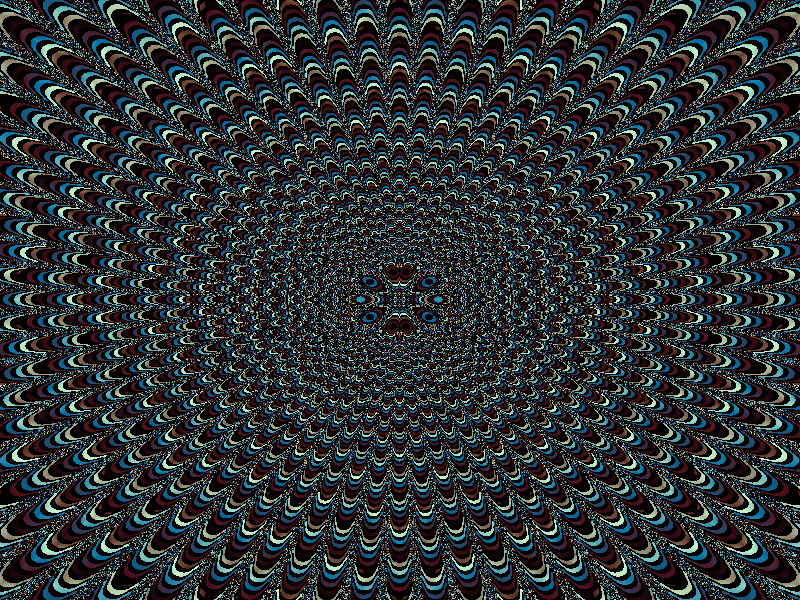

1966年ごろにヒッピーを中心としてアメリカ西海岸に始まり、1967年にムーブメントのピークを迎えた（「サマー・オブ・ラブ」）。そのスタイルはアメリカ全土、イギリスやそのほかの先進国を中心として、世界の多くの国を席巻したが徐々に縮小し、1970年代半ばに衰退期に入った。しかしドラッグ・カルチャーとも連動している部分があり、その後もネオ・サイケなど新しい動きとして復活している。

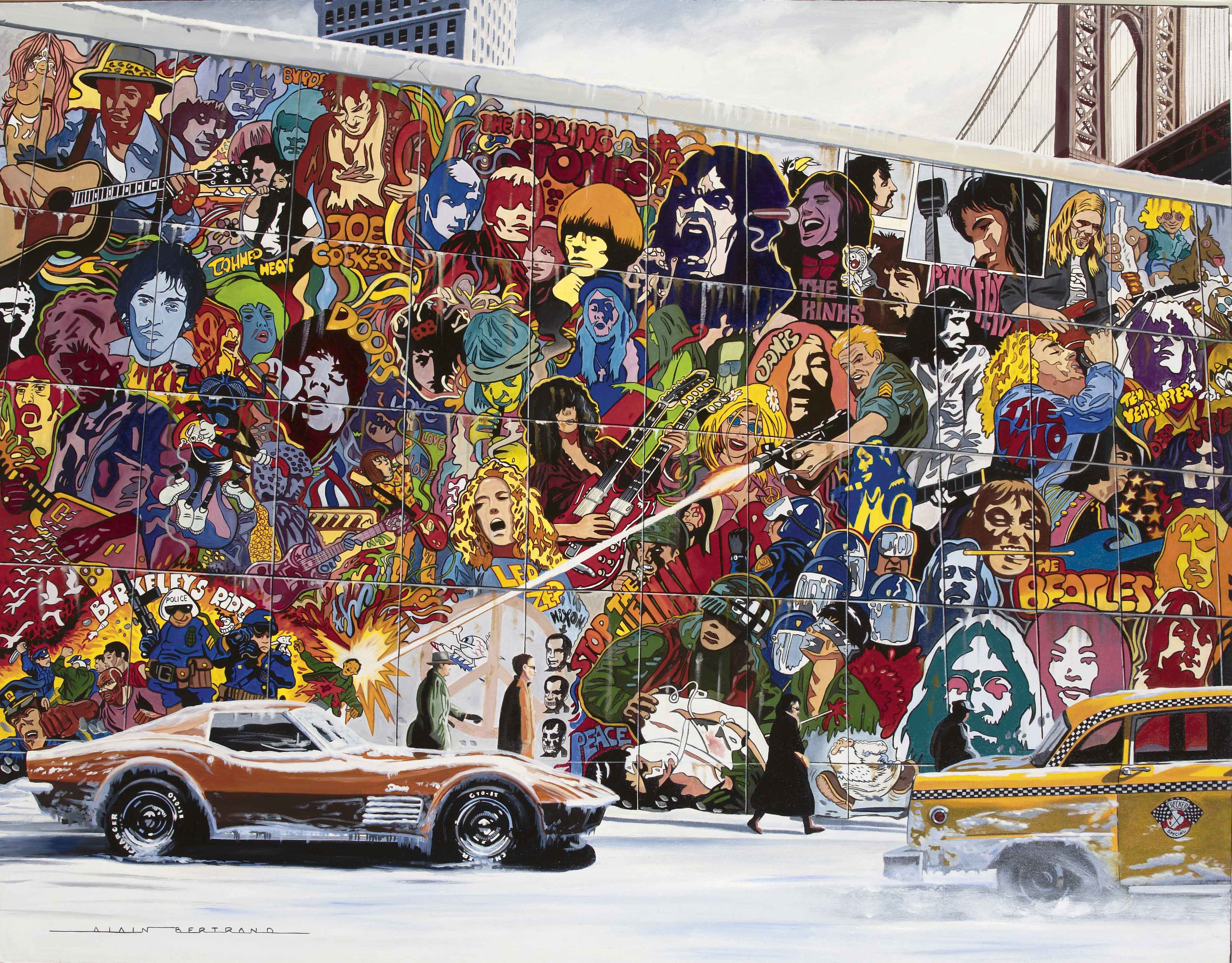
サイケデリックをイメージした壁画

ヒンドゥーやインディアン、様々なアジアのモチーフにも影響も受けている。
海外ではピーター・マックス、日本人アーティストとしては横尾忠則が代表的である。
音楽ジャンルにおいては、独特の浮遊感と超現実的な音作りを基調としたサイケデリック・ロックがある。中期のビートルズも『リボルバー』『サージェント・ペパーズ・ロンリー・ハーツ・クラブ・バンド』『マジカル・ミステリー・ツアー』『イエロー・サブマリン』にその影響が色濃く反映している。ほかにもグレイトフル・デッドやジェファーソン・エアプレインなど、数多くのミュージシャンがサイケの影響を受けたロック・アルバムを制作してきた。また初期のピンク・フロイドなども、サイケに分類されている。
近年、1960年代、1970年代リバイバルにより再評価され、映画『オースティン・パワーズ』などでは大々的にフィーチャーされている。